# Первомайское сельское поселение (Приморский край)
Первомайское се́льское поселе́ние — упразднённое сельское поселение в Ханкайском районе Приморского края.
Административный центр — село Первомайское.

## История
Статус и границы сельского поселения установлены Законом Приморского края от 6 декабря 2004 года № 186-КЗ «О Ханкайском муниципальном районе».
Законом Приморского края от 27 апреля 2015 года № 595-КЗ, Первомайское и Новокачалинское сельское поселение преобразованы, путём объединения, в Новокачалинское сельское поселение с административным центром в селе Новокачалинск.

## Население
| 2010 | 2011 | 2012 | 2013 | 2014 | 2015 |
| ---- | ---- | ---- | ---- | ---- | ---- |
| 828  | ↘825 | ↘807 | ↘781 | ↘746 | ↘720 |

## Состав сельского поселения
В состав сельского поселения входило 3 населённых пункта:
| № | Населённый пункт | Тип населённого пункта       | Население |
| - | ---------------- | ---------------------------- | --------- |
| 1 | Кировка          | село                         | ↘123      |
| 2 | Первомайское     | село, административный центр | ↘596      |
| 3 | Рассказово       | село                         | ↘109      |

## Местное самоуправление
Администрация
Адрес: 692696, с. Первомайское, ул. Ленина, 25-А. Телефон: 8 (42349) 96-4-16
Глава администрации
- Тулупов Анатолий Владимирович